# Jewgeni Ottowitsch Gunst
Jewgeni Ottowitsch Gunst (russisch Евгений Оттович Гунст, wiss. Transliteration Evgenij Ottovič Gunst; * 26. Maijul. / 7. Juni 1877greg. in Moskau; † 30. Januar 1950 in Paris) war ein russischer Komponist, Musikschriftsteller und ‑pädagoge sowie Jurist. Er war der Bruder des Schauspielers Anatoli Ottowitsch Gunst.
Durch seine unterschiedlichen Wirkungsorte ist Gunsts Name in unterschiedlichen Schreibweisen vorzufinden. Sein deutscher Geburtsname war Eugen Gunst; in Russland war er als Jewgeni Gunst geläufig, in Frankreich dann als Eugène Gunst. Einige Werke, vor allem solche aus der Unterhaltungsmusik, veröffentlichte er unter dem Pseudonym „Eugene Favour“.

## Leben
Gunst wuchs als Sohn des deutsch-russischen Staatsrates Otto Karl Gunst in Moskau auf und studierte an der Universität Moskau Jura sowie am Staatskonservatorium Komposition, Theorie und Klavier; daneben erhielt er Privatunterricht bei Reinhold Glière und Alexander Goldenweiser. 1909 war er an der Gründung einer Moskauer Gesellschaft zur Verbreitung der Kammermusik beteiligt (u. a. mit Rachmaninow, Skrjabin, Glasunow und Tanejew). Nach Abschluss seines Jurastudiums war Gunst bis 1910 als Rechtsanwalt und Assistent des Untersuchungsrichters tätig. In der Folge trat er bis zum Kriegsausbruch in verschiedenen musikalischen Bereichen in Erscheinung: Bei verschiedenen Musik- und Theaterzeitschriften war Gunst als Übersetzer und Rezensent angestellt, dirigierte kurzzeitig am Moskauer Kammertheater und war dazu als Lehrer am Gnessin-Institut tätig. Während des Ersten Weltkrieges kehrte Gunst vorübergehend in den juristischen Beruf zurück und assistierte den Prokurator des Kriegsbezirksgerichts in Moskau. Nach Kriegsende wurde Gunst ans Staatskonservatorium von Nischni Nowgorod berufen, wo er zuerst als Dozent für Musikgeschichte wirkte und später zum Konservatoriumsdirektor ernannt wurde.
1920 emigrierte Gunst über Estland nach Frankreich, wo er den Rest seines Lebens verbrachte. Er war 1924 Mitbegründer des Conservatoire Russe in Paris (heute „Conservatoire Rachmaninoff“) und war dort als Dozent für Musiktheorie und Komposition tätig. 1931 musste er seine dortige Arbeit aufgrund politischer Meinungsverschiedenheiten aufgeben und gründete ein eigenes Konservatorium, das „Conservatoire Normale Russe“. Mit der andauernden Weltwirtschaftskrise geriet Gunst allerdings in finanzielle Nöte: er verlor seine Privatschüler und musste sein Konservatorium schließen. Fortan hielt er sich als Kopist und Korrektor sowie als Arrangeur über Wasser und wandte sich in den folgenden Jahren wieder verstärkt der Komposition von Klavierwerken, Liedern und Schulmusikstücken zu. 1949 plante er, in die Vereinigten Staaten auszuwandern, jedoch verstarb Gunst bereits 1950 in Paris im Alter von 72 Jahren. Danach geriet er im Westen in Vergessenheit, in der damals sowjetischen Heimat wurde er als Exilant totgeschwiegen.

## Wiederentdeckung in Basel
Gunsts Witwe Varvara übergab seinen Nachlass im Sommer 1952 in zwei Umzugskartons dem damaligen Leiter des Musikwissenschaftlichen Seminars der Universität Basel, dem russisch-schweizerischen Musikwissenschaftler Jacques Handschin, in der Hoffnung, dieser werte den Nachlass aus. Handschin konnte sich aber vor seinem baldigen Tod 1955 nicht weiter darum kümmern, und der Nachlass verschwand im Archiv des Seminars. Erst als der aktuelle Leiter des Seminars, Matthias Schmidt, das Archiv mit seinen Studierenden im Rahmen einer Lehrveranstaltung sichtete, entdeckte eine Studentin die zwei Kartons. Schmidt war vom Inhalt so fasziniert, dass er ein Forschungsprojekt über zwei Semester initiierte, das zu einer Ausstellung mit Konzerten und zu Publikationen führte. Die Ausstellung wurde zuerst 2011 im Basler Museum Kleines Klingental gezeigt, mit Konzerten, gespielt von der deutschen Pianistin Susanne Maria Schwarz (damals noch unter ihrem Geburtsnamen Susanne Lang), die in Basel studiert hatte, und Jean-Jacques Dünki. 2014 wurde die Ausstellung zum 200-Jahr-Jubiläum der diplomatischen Beziehungen Russlands mit der Schweiz unter dem Titel Находка, рассказывающая о жизни – композитор Евгений Гунст [Ein Fund, der vom Leben erzählt – Komponist Evgeny Gunst] auch im grössten Musikmuseum Russlands gezeigt, dem Staatlichen Glinka-Museum in Moskau, wiederum begleitet von Konzerten, gespielt von Susanne Lang und Jean-Jacques Dünki.
Susanne Lang spielte in der Folge zwei CDs mit von ihr ausgewählten Werken Gunsts ein, die als Ersteinspielung große Beachtung fanden. Die erste CD, „Werke für Klavier – Wanderer zwischen den Welten“, erschien 2014 mit Solowerken Gunsts und wurde für den Preis der Deutschen Schallplattenkritik nominiert. Die zweite, 2016 erschienen, enthält „Werke für Violine und Klavier“ mit der Violinistin Elena Denisova.

## Diskographie
- Jewgeni Gunst: „Werke für Klavier – Wanderer zwischen den Welten“; Trois Préludes op. 13, Heidelberger Skizzen op. 6, Romances sans Paroles e-Moll op. 2, Danses fantasques op. 29, Romances sans Paroles cis-Moll op. 2, Douze Miniatures op. 28; OehmsClassics 899, 2014 (Ersteinspielung des bis dahin unbekannten Komponisten; für den Preis der Deutschen Schallplattenkritik nominiert)[1][8]; für den Preis der Deutschen Schallplattenkritik nominiert[9][11]
- Jewgeni Gunst: „Werke für Violine und Klavier“; mit Elena Denisova (Violine); Claude Debussy: Suite bergamasque, I. Prélude; OehmsClassics 1842, 2016[11][10]